# Alliance (U-Boot)
Die HMS Alliance (Schiffskennung P417, später S67) ist ein U-Boot der Royal Navy das zur Amphion-Klasse gehört, die auch als A-Klasse oder als Acheron-Klasse bezeichnet wird. Die U-Boote der Amphion-Klasse wurden für den Einsatz in Fernost entwickelt, wo die Größe des Pazifischen Ozeans große Reichweite, hohe Oberflächengeschwindigkeit und relativen Komfort für die Besatzung zu wichtigen Merkmalen machte, um viel größere Patrouillenbereiche und längere Zeiträume auf See zu ermöglichen, als es die britischen U-Boote, die im Atlantik oder im Mittelmeer stationiert waren, nötig hatten.
Die Alliance war eines der sieben A-Klasse-Boote, die mit einem Schnorchel ausgestattet waren – diese wurden bis 1949 angebracht. Sie wurde am 13. März 1945 in der Werft von Vickers-Armstrong in Barrow-in-Furness, der einzigen U-Boot-Werft Großbritanniens, auf Kiel gelegt, lief – wie die baugleiche Aurochs – am 28. Juli 1945 vom Stapel und wurde am 13. Mai 1947 fertiggestellt. Wie bei allen Booten der Amphion-Klasse beginnt ihr Name mit dem Buchstaben A.
Das U-Boot ist das einzige erhaltene Exemplar der Klasse und seit 1981 Museumsschiff.

## Aufbau
Wie alle U-Boote der Amphion-Klasse hatte die Alliance eine Verdrängung von 1.360 Tonnen an der Oberfläche und 1.590 Tonnen unter Wasser. Sie hatte eine Gesamtlänge von 89,46 m, eine Breite von 6,81 m und einen Tiefgang von 5,51 m. Angetrieben wurde das U-Boot von zwei Admiralty-ML-Achtzylinder-Dieselmotoren mit einer Leistung von jeweils 2.150 PS (1.600 kW). Es enthielt auch vier Elektromotoren mit einer Leistung von jeweils 625 PS (466 kW), die zwei Wellen antrieben. Es konnte maximal 219 Tonnen Diesel bunkern, nahm aber normalerweise zwischen 159 und 165 Tonnen auf.
Das U-Boot hatte eine maximale Oberflächengeschwindigkeit von 18,5 Knoten (34,3 km/h) und eine Unterwassergeschwindigkeit von 8 Knoten (15 km/h). Getaucht konnte es 90 Seemeilen (170 km) mit 3 Knoten (5,6 km/h) oder 16 Seemeilen (30 km) mit 8 Knoten (15 km/h) fahren. Aufgetaucht war es in der Lage, 15.200 Seemeilen (28.200 km) mit 10 Knoten (19 km/h) oder 10.500 Seemeilen (19.400 km) mit 11 Knoten (20 km/h) zurück zu legen. Die Alliance war mit zehn Torpedorohren (21 Zoll, 53,3 cm), einem 10,2-cm-Schiffsgeschütz (QF, 4 Zoll, Mk XXIII), einer 2,0-cm-Maschinenkanone von Oerlikon und einem britischen Vickers-Maschinengewehr (.303) ausgerüstet. Die Torpedorohre waren an Bug und Heck angebracht, an Bord befanden sich zwanzig Torpedos. Die Besatzung bestand aus sechzig Mann.

## Einsatzgeschichte
Vom 9. Oktober 1947 bis zum 8. November unternahm die Alliance eine ausgedehnte Erprobungsfahrt im Atlantik vor der Küste Afrikas, um die Leistungsgrenzen des Schnorchels zu untersuchen, dabei blieb sie 30 Tage getaucht.
Zwischen 1958 und 1960 wurde die Alliance umfassend modernisiert, indem das Deckgeschütz und die äußeren Torpedorohre entfernt, der Rumpf stromlinienförmig gestaltet und das Ruder durch ein größeres (8,08 m hoch) und stromlinienförmigeres aus Aluminium ersetzt wurde. Ziel dieser Modifikationen war es, das U-Boot unter Wasser leiser und schneller zu machen. Nach den Umbauten wurde die Funkantenne auf einem Rahmen hinter dem Ruder angebracht; wurde aber später durch eine Peitschenantenne an der Steuerbordseite des Ruders ersetzt, die hydraulisch in eine horizontale Position gedreht werden konnte.
Die ursprüngliche Zugangsklappe zur Kanone wurde jedoch beibehalten, so dass die Alliance während der Konfrontasi, einem Konflikt zwischen Indonesien und Malaysia, der von 1963 bis 1966 dauerte, in den frühen 1960er Jahren wieder mit einem Kleinkaliber-Deckgeschütz ausgerüstet werden konnte.
Im Mai 1961 wurden die Schiffskennungen der britischen U-Boote so geändert, dass alle nach dem Zweiten Weltkrieg fertiggestellten U-Boote von S01 aufsteigend nummeriert wurden und die Alliance die Nummer S67 erhielt.
Am 13. Januar 1968 lief sie auf einem Felsvorsprung der Bembridge-Leiste vor der Isle of Wight auf Grund, wurde aber anschließend mit Hilfe von Schleppern wieder flott gemacht. Am oder um den 30. September 1971 ereignete sich an Bord in Portland eine tödliche Batterieexplosion.
Von 1973 bis 1979 war sie das statische Trainingsboot der Dolphin. Bei der Dolphin handelt es sich um die festlandgestützte Ausbildungseinrichtung für britische U-Boot-Besatzungen. Zuvor hatte die Tabard diese Rolle.
Im August 1979 wurde sie zur Werft von Vosper Ship Repairers Limited in Southampton geschleppt, um ihren Kiel zu verstärken. Dies war nötig, um sie aus dem Wasser zu heben und als Denkmal für die britischen U-Boot-Männer, die im Dienst gestorben sind, aufstellen zu können. Seit 1981 ist das U-Boot ein Museumsschiff, das im Royal Navy Submarine Museum in Gosport ausgestellt wird.
Obwohl als Teil der Nationalen Historischen Flotte gelistet, hatten in den letzten Jahren bis zu 100 Tauben im U-Boot genistet, was zu erheblichen Korrosionsschäden führte. Außerdem stand es auf Stützen über Meerwasser, was zu den Korrosionsproblemen beitrug und eine einfache und wirtschaftliche Wartung ihres Äußeren verhinderte. Dringende Reparaturen waren erforderlich, und am 30. Mai 2011 wurde bekannt gegeben, dass die Alliance einen Zuschuss in Höhe von 11 Mio. Pfund aus einer nationalen Lotterie erhalten wird. Die Alliance würde 3,4 Millionen Pfund erhalten, um ihren Bug und das Heck zu reparieren und die weitreichende Korrosion an der Oberfläche zu bekämpfen. Zur Restaurierung sollte auch die Gewinnung von Land unter und neben der Alliance gehören, indem ein Damm aufgeschüttet werden sollte. Dieser bietet einen einfachen Zugang für zukünftige Wartungsarbeiten und eine neue Aussichtsplattform für Besucher, da auch der Turm und der Rumpf mit Öffnungen versehen wurden. Eine neue Galerie der Alliance ist ebenfalls Teil des Projekts, um sicherzustellen, dass die Besucher die Bedeutung dieses U-Bootes und das, wofür sie steht, richtig einschätzen.
Die Restaurierung wurde im März 2014 abgeschlossen und das U-Boot wurde im April im Royal Navy Submarine Museum für Besucher geöffnet.

## Populär-Kultur
2017 war das U-Boot im Film „Transformers: The Last Knight“ zu sehen und schien selbst ein Transformer zu sein.